# Arentshaus

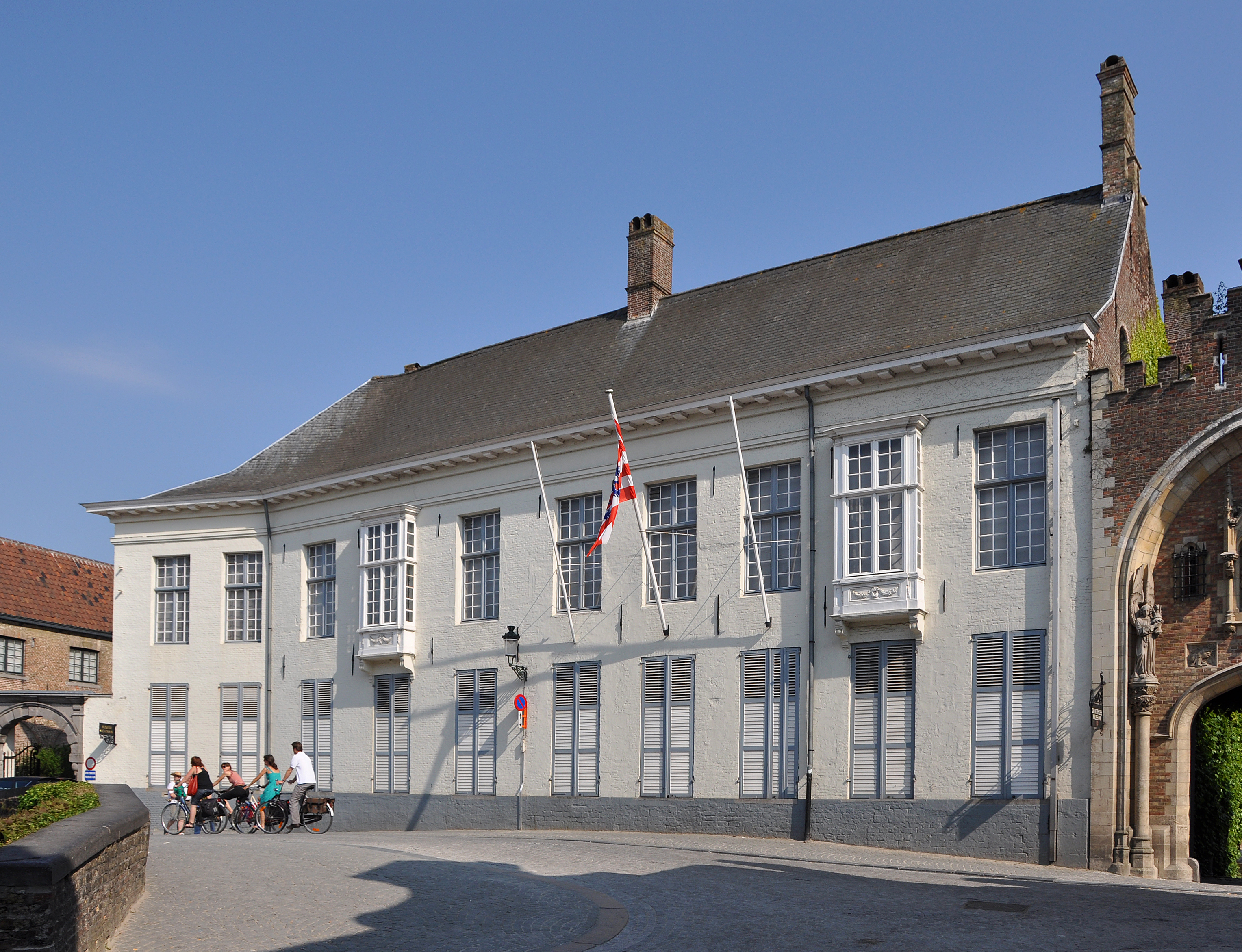
Arentshaus, Nordseite, 2010

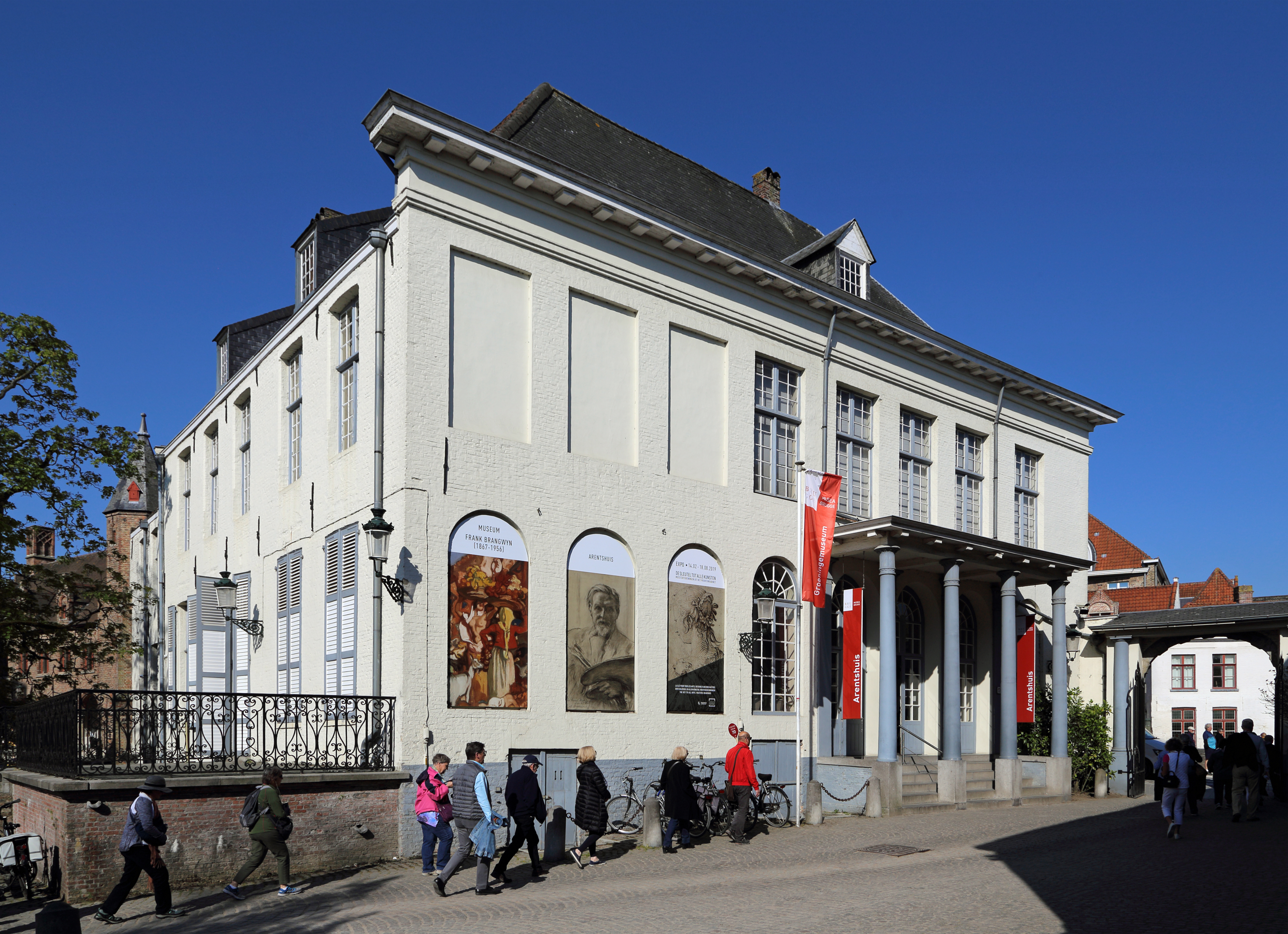
Ostseite, 2019

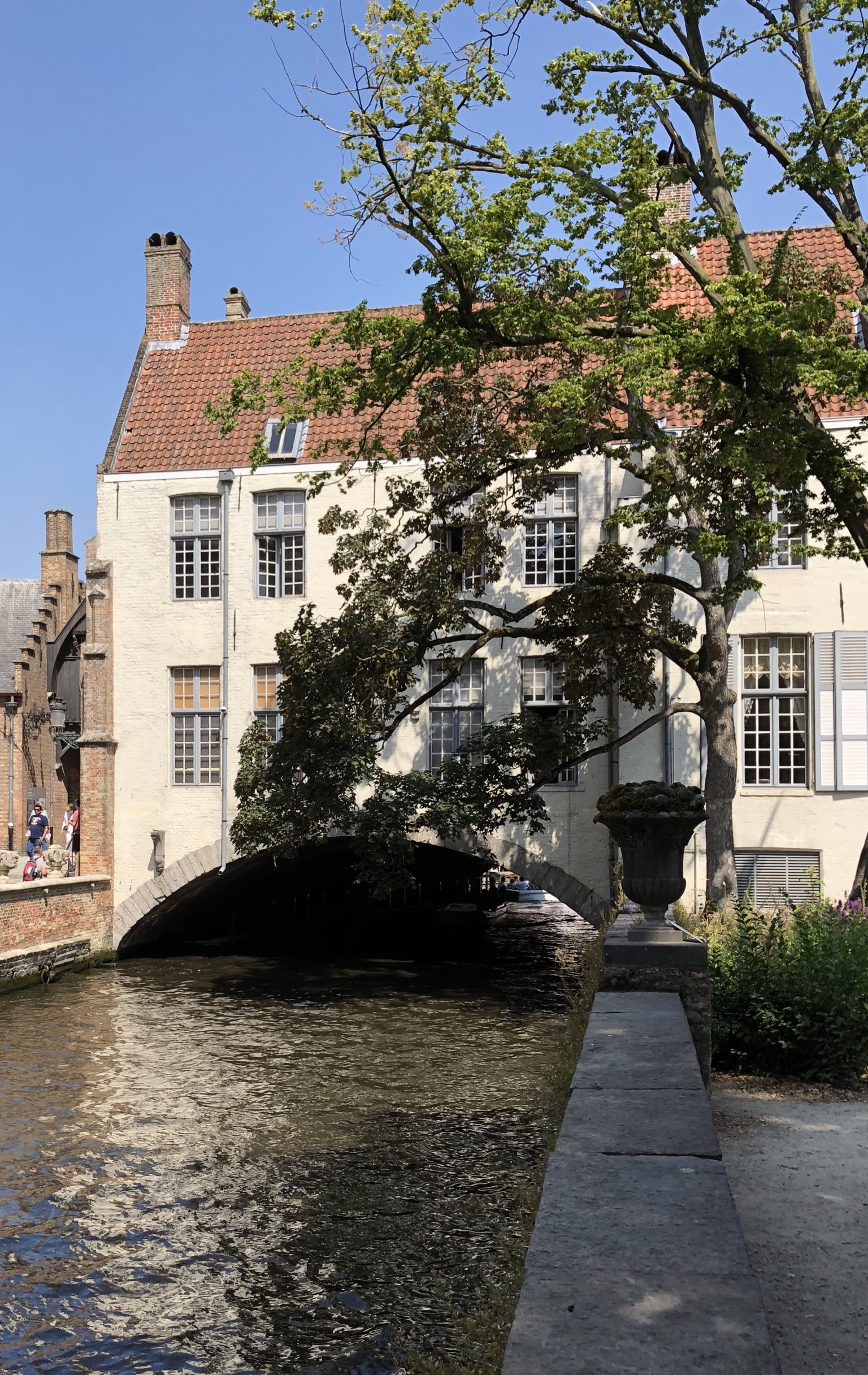
Südseite, Brücke über den Bakkersrei, 2019

Das Arentshaus (niederländisch Arentshuis) ist ein Museum und denkmalgeschütztes Gebäude in Brügge in Belgien. Im Museum werden insbesondere Werke des Malers Frank Brangwyn und im Erdgeschoss wechselnde Ausstellung mit bildender Kunst gezeigt.

## Lage
Es befindet sich im südlichen Teil der Brügger Altstadt auf der Südseite der Straße Dijver, an der Adresse Dijver 16. Der westliche Gebäudeteil überbrückt den Kanal Bakkersrei. Südlich grenzt der Arentshof, der historische Garten des Hauses an.

## Geschichte
Das ehemalige Herrenhaus gehörte ursprünglich zum westlich des Kanals gelegenen Gruuthuse, bis es 1662 davon abgetrennt und von A. Vander Zijpe erworben wurde. Seit Umbauten in der zweiten Hälfte des 18. Jahrhunderts präsentiert sich das Haus weitgehend in seiner heutigen Erscheinung. 1785 wurde in die Westfassade ein Ochsenauge eingefügt. Im 19. Jahrhundert wurden Ausstattungselemente im ägyptischen Stil hinzugefügt, so insbesondere vier Säulen des Portals. Im letzten Viertel des 19. Jahrhunderts wurde Aquilin Arents de Beerteghem Eigentümer des Anwesens. Er verändert die ursprüngliche klassizistische Ausstattung des Gebäudes hin zu einem romantisch-klassischen Stil. In den Jahren 1906 bis 1908 enteignete die Stadt Brügge das Anwesen, um das Gruuthuse-Museum zu errichten. Die bisherige Holzbrücke über den Kanal wurde durch eine steinerne Brücke ersetzt. Ab dem Jahr 1910 wurde das Haus zu einem Museum umgewandelt. Es wurde mit Drucken und Zeichnungen ausgestattet. John Steinmetz (1795–1883) hatte der Stadt 1864 17.000 Stücke gestiftet. 1911/12 wurde der Garten des Hauses abgetrennt und zu einer öffentlichen Anlage umgestaltet. 
1936 stiftete der in Brügge geborene Maler Frank Brangwyn (1867–1956) einen Teil seines Werks, das dann in das Museum integriert wurde. Von 1954 bis 1968 befand sich im Haus auch die Verwaltung der städtischen Museen Brügges. Von 2004 bis 2014 war Till-Holger Borchert Kurator am Museum.
Das Gebäude ist seit dem 5. Dezember 1962 als Denkmal ausgewiesen. Darüber hinaus wird es seit dem 14. September 2009 als architektonisches Erbe geführt.

## Architektur
Das Gebäude ist zweigeschossig im Stil des Klassizismus errichtet und besteht aus zwei parallel zueinander und traufständig zur Straße stehenden Flügeln. Das Dach ist mit flämischen Ziegeln eingedeckt. Auf der Süd- und Ostseite bestehen Dachgauben.
Im Inneren des Gebäudes besteht ein bereits aus der Zeit vor 1663 stammender zweischiffiger Keller. Es besteht ein ovales Treppenhaus mit Wendeltreppe. Die Salons des Hauses sind auf der Südseite im Stil des Spätklassizismus und auf der Nordseite im Stil des Neoklassizismus gestaltet. Die Dachkonstruktion stammt noch aus dem 17. Jahrhundert. 